# Ozdoleni
Ozdoleni (macedónul: Оздолени) település Észak-Macedóniában, a Délnyugati körzet Debarcai járásában.

## Népesség
| Lakosok száma | 417  | 462  | 409  | 325  | 187  | 95   | 79   | 47   | 14   |
|               | 1948 | 1953 | 1961 | 1971 | 1981 | 1991 | 1994 | 2002 | 2021 |

2002-ben 47 lakosa volt, akik mindannyian macedónok.